# (3912) Troie
(3912) Troie, désignation internationale (3912) Troja, est un astéroïde de la ceinture principale.

## Description
(3912) Troie est un astéroïde de la ceinture principale. Il fut découvert par Eric Walter Elst le 16 septembre 1988 à l'observatoire de Haute-Provence. Il présente une orbite caractérisée par un demi-grand axe de 2,375 UA, une excentricité de 0,309 et une inclinaison de 2,402° par rapport à l'écliptique.
Il fut nommé d'après Troie, ancienne cité antique, mise à l'honneur par Homère dans ses récits de la guerre de Troie.

## Compléments